# Donato Racciatti
Donato Racciatti (Montevidéu, 18 de outubro de 1918 — Montevidéu, 27 de maio de 2000) foi um bandoneonista, compositor e diretor de orquestra uruguaio.

## Biografia
Nascido no bairro Aires Puros, da capital uruguaia, Racciatti que tocava o bandoneón desde criança começa sua carreira profissional no rádio em 1938.
Em 1940 se incorpora ao conjunto dirigido pelo afamado compositor Pedro Laurenz, que estava radicado em Montevidéu e em 1945 é convidado para dirigir a orquestra que acompanhava o cantor Luis Alberto Fleitas, com quem faz as suas primeiras gravações.
Em 1948, Racciatti forma a sua própria orquestra, se transformando logo em um dos ícones do tango no Uruguai, vendendo muitos discos e se apresentando constantemente no interior do Uruguai e também no Brasil.
A etapa mais brilhante de sua orquestra ocorre entre 1953 e 1960, em que se destacaram vozes femininas como de Nina Miranda e Olga Delgrossi, ambas brilhariam posteriormente na Argentina.
Segundo os especialistas do gênero, a orquestra de Racciatti tinha um estilo de executar tangos parecida com a de Juan D'Arienzo, em uma estrutura clássica do 2x4 dos tangos primitivos que tinha muitos aficcionados tanto que Racciatti se apresenta até no Japão.

## Orquestra
Pela orquestra do Maestro Racciatti passaram diversos artistas de renome no tango, como Miranda, Delgrossi, Enrique Liste, Alfredo Cabral, Víctor Ruiz, Marisa Cortez, Alfredo Rivera, Carlos Torres, Miguel Ángel Maidana, Elsa del Campo, Marcos Giral, os argentinos Luis Correa, Juan Carlos Godoy, Alfredo Dalton, Osvaldo Rivas, Néstor Real e Carlitos Roldán.